# Schiocco delle articolazioni
Lo schiocco (o scrocchio) delle articolazioni è un rumore simile a un piccolo scoppio o al suono della rottura di un oggetto rigido, che si verifica spontaneamente nel corso di alcuni movimenti articolari o che viene deliberatamente prodotto con la manipolazione o automanipolazione delle articolazioni delle dita delle mani e dei piedi, dei polsi, dei gomiti, delle spalle, del collo, della mascella, delle vertebre, dell'anca, delle ginocchia, delle caviglie, ecc.
L'abitudine a produrre questi schiocchi è in genere chiamata “scrocchiarsi le dita” nella sua forma più comune che riguarda le articolazioni della mano.

## Meccanismo
Esistono diverse teorie volte a spiegare il meccanismo dello schiocco ottenuto con il piegamento, con la torsione, con l'estensione o con la compressione delle articolazioni.
La teoria più accreditata, per la quale esistono alcune prove empiriche, è quella della cavitazione del liquido sinoviale che agisce da lubrificante articolare: durante lo scrocchiamento, la forza che viene applicata separa le superfici articolari di un giunto sinoviale completamente incapsulato e questo a sua volta determina una riduzione di pressione entro la cavità articolare; in questo ambiente a bassa pressione, alcuni dei gas che sono naturalmente disciolti nel liquido sinoviale escono dalla soluzione creando una bolla o cavità che collassa rapidamente su sé stessa, producendo un "clic". Secondo uno studio del 1971, il contenuto della bolla è soprattutto anidride carbonica. Esiste un periodo refrattario successivo allo scrocchio durante il quale i gas espulsi dalla soluzione vengono lentamente riassorbiti nel liquido sinoviale; in questo lasso di tempo, che va da alcuni secondi a molti minuti, non è possibile scrocchiarsi di nuovo.
Altre teorie che sono state proposte sono quella dello stiramento rapido dei legamenti e quella della rottura di aderenze intra-articolari. È stata dimostrata una correlazione tra la lassità legamentosa e una elevata tendenza alla cavitazione.

## Conseguenze
La credenza molto comune che scrocchiarsi le dita causi artrosi non sembra sostenuta da prove empiriche. Una ricerca del 2011 ha esaminato le radiografie alla mano di 215 persone dai 50 agli 89 anni e ha confrontato le articolazioni di chi si scrocchiava regolarmente le dita con quelle di chi non lo faceva, concludendo che lo scrocchiamento non causava osteoartrosi alla mano, a prescindere dalla durata e dalla frequenza dell'abitudine.
Anche uno studio precedente aveva concluso che lo scrocchiamento cronico non aumentava l'incidenza dell'artrosi alla mano; tuttavia, chi si scrocchiava sembrava avere più spesso gonfiore delle mani e una ridotta forza della presa; questo lavoro del 1990, tuttavia, associava lo scrocchiamento abituale con il lavoro manuale, con l'onicofagia, col tabagismo, con il consumo di alcolici e suggeriva che potesse portare a una riduzione della funzionalità delle mani. La ricerca del 1990 è stata però criticata per non aver preso in considerazione la possibilità di fattori di disturbo, per esempio l'eventualità che la capacità di scrocchiarsi le nocche sia la conseguenza di disfunzioni della mano (ad esempio un'iperlassità legamentosa) e non la sua causa.
Il medico Donald Unger, sostiene di aver scrocchiato le nocche della sua mano sinistra per più di sessant'anni almeno due volte al giorno, senza però scrocchiare le dita della mano destra; mettendo a confronto le due mani ha verificato che nessuna delle due aveva sviluppato artrosi o altri problemi. Per questa curiosa ricerca ha vinto il premio Ig Nobel 2009 per la Medicina, una parodia dei premi Nobel.